# Paulsberg (Radebeul)
Der Paulsberg ist einer der Weinberge der Lage Radebeuler Johannisberg. Er liegt im Stadtteil Zitzschewig des sächsischen Radebeul. Auf dem Gelände der ehemaligen Weingutsanlage, einem der bedeutenden Weingüter der Lößnitz im 18. und 19. Jahrhundert, liegt im Paulsbergweg 21 das klassizistische Herrenhaus Paulsberg mit einem Erweiterungsbau von dem Hellerauer Jugendstil-Architekten Richard Riemerschmid. Das ehemalige Weingut mit Herrenhaus (Nr. 21b), zwei Seitenflügeln (Nr. 21/21a und Nr. 21c–e), der Toranlage und Einfriedung sowie Weinbergen und Resten des Parks steht heute unter Denkmalschutz, die knapp 3,5 Hektar große Grünfläche gilt zudem als Werk der Landschafts- und Gartengestaltung. Sie liegt im Denkmalschutzgebiet Historische Weinberglandschaft Radebeul. Der Denkmalschutz besteht schon seit DDR-Zeiten.

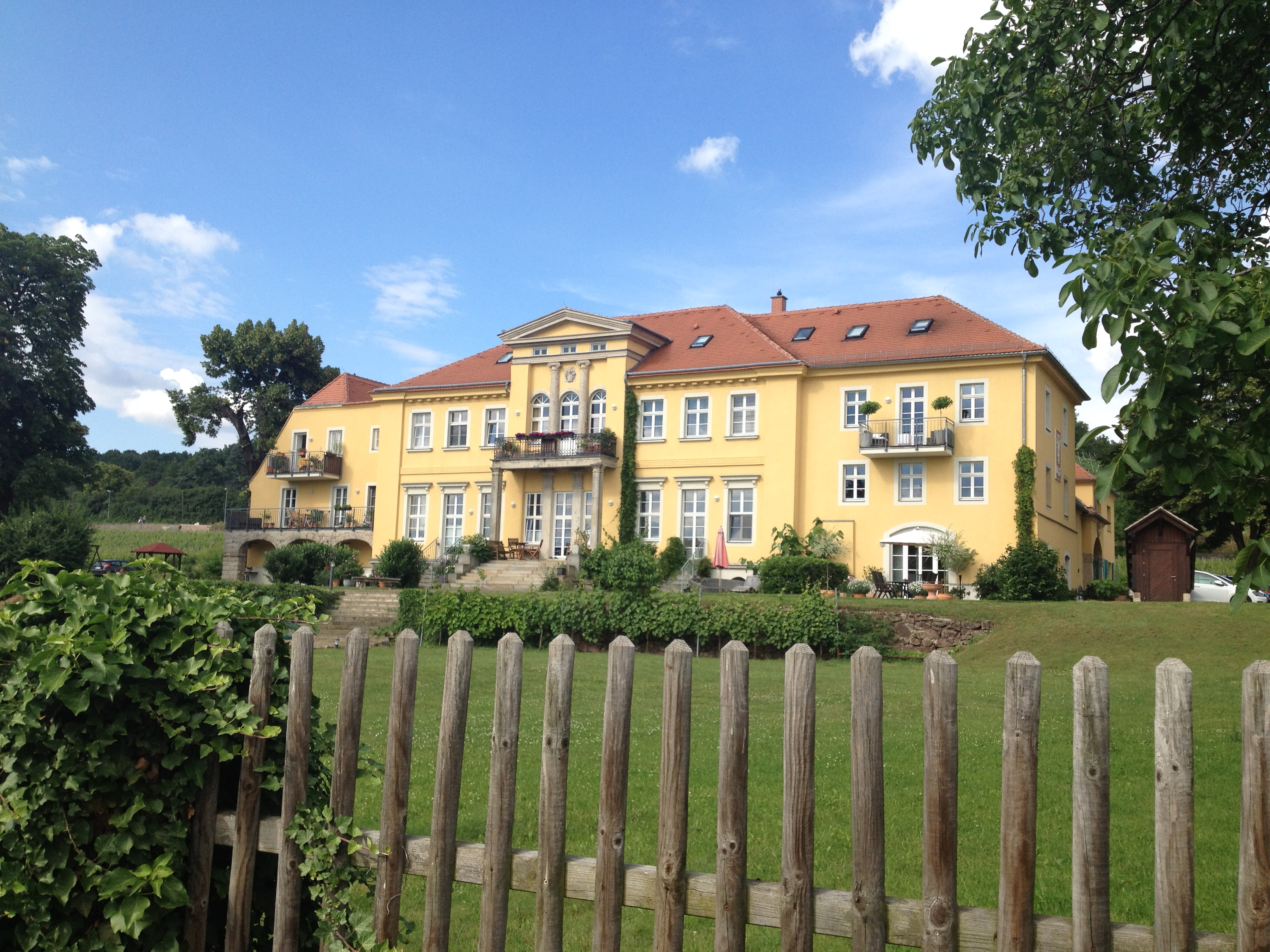
Gebäudegruppe Paulsberg, Hauptansicht von Südwesten

Gebäudegruppe Paulsberg, um 1856

Das Bauensemble ist heute eine Wohnanlage, die Adressen sind Paulsbergweg 21 sowie 21a–e.
Die Erhebung Paulsberg hat eine Höhe von 212,4 m.

## Beschreibung
Die Gebäudegruppe des ehemaligen Weinguts Paulsberg ist eine Dreiflügelanlage, deren Hauptansicht nach Süden zum Tal zeigt und durch das ehemalige Herrenhaus gebildet wird. Im Rechten Winkel dazu zieht sich auf der linken Seite ein älteres Wirtschaftsgebäude den Hang hinauf, dessen Giebelseite links des Haupthauses auch von der Straße aus gesehen werden kann. Der Flügel auf der rechten Seite liegt hinter dem Haupthaus. Das sich ebenfalls den Hang hinaufziehende Bauwerk besteht aus zwei Teilen: einem Zwischenbau und dem Riemerschmid-Anbau. Das Haupthaus und die beiden Gebäudeflügel bilden einen zum Weinberg hin offenen Innenhof. Der Weinberg des Paulsberges geht am Talkenbergweg unmittelbar in die nordöstlich gelegenen Rietzschkenberge über, die ebenfalls für Weinanbau genutzt werden.

### Herrenhaus
Das zweigeschossige Herrenhaus hat die Adresse Paulsbergweg 21b. Das durch ein ziegelgedecktes Walmdach abgeschlossene Bauwerk steht quer zum Tal; es hat eine symmetrische Fassade mit neun Fensterachsen, von denen drei in dem Mittelrisalit liegen. Dieser ist im Vergleich zur Fassade überhöht, der sich obenauf befindliche flache Dreiecksgiebel ist jedoch niedriger als der Dachfirst. Der Risalit wird durch Pilaster und Halbsäulen gegliedert. Vor dem Risalit liegt eine Terrasse, von deren hochparterriger Lage eine breite Freitreppe zum vor dem Haus gelegenen Weingarten hinunterführt. Über der Terrasse befindet sich ein balkonähnlicher Austritt, der von zwei Pfeilern gestützt wird. Die Fassadenöffnungen zum Austritt sind rundbogenförmig, während alle anderen Fenster rechteckig ausgeführt sind. Das Balkongitter ist ein gotisierendes Gusseisengitter. Auf Höhe der Traufe findet sich mittig im Risalit ein Wappen mit dem Monogramm K.E.v.G. für Kurt Ewald von Germar, datiert mit 1853.

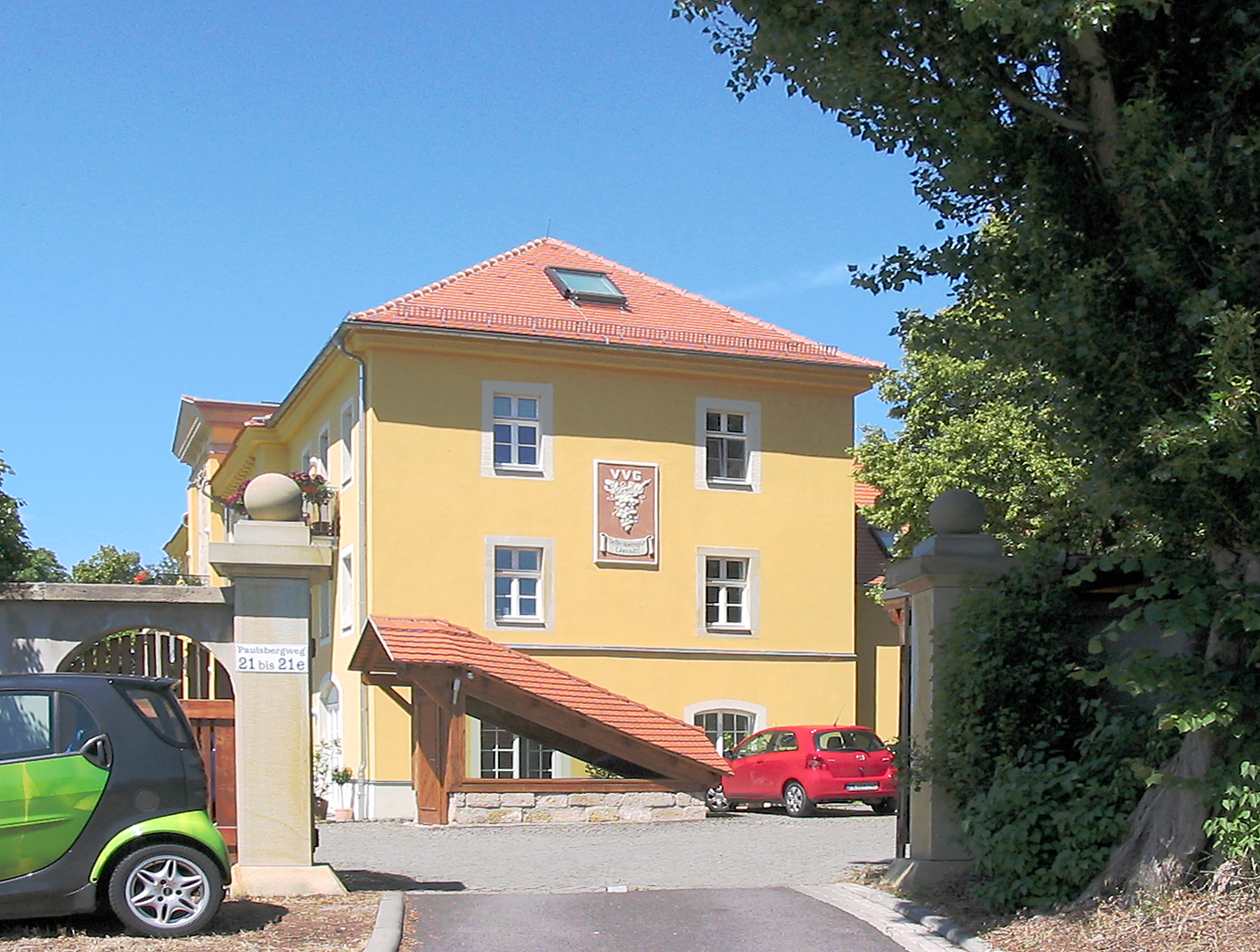
Gebäudegruppe des Paulsbergs, Toranlage, am Gebäude das Wappen des Volksweinguts

Der klassizistische Baukörper wird von Ecklisenen eingefasst. Die Stockwerke der beidseitigen Rücklagen werden durch ein Putzband getrennt. Die Erdgeschossfenster werden durch horizontale Verdachungen auf Konsölchen geschützt.
In der rückwärtigen Hofseite steht mittig ein dreiachsiger, bis zur Dachtraufe reichender Mittelrisalit, der im Dach durch ein Dachhäuschen mit Dreiecksgiebel betont wird. In diesem findet sich barockisierende Blattwerkornamentik, dazu die Initialen A.G. für Adolph Gleitsmann, dazu die Datierung 1913. Zwischen den Geschossen des Risalits finden sich jeweils in der Fensterachse Blätterkränze aus Stuck. Mittig im Risalit befindet sich die ehemalige Haupt-Eingangstür, oberhalb einer halbrunden Freitreppe.
Östlich des Hauptbaus, diesen also in der Hauptansicht nach rechts verbreiternd, liegt ein ebenfalls dreiachsiger Anbau (Paulsbergweg 21a). Er ist von nicht ganz gleicher Höhe wie das Haupthaus und ebenfalls von einem Walmdach bedeckt. Er ist jedoch leicht nach hinten abgesetzt und im Gegensatz zum zweigeschossigen Hauptbau dreigeschossig. Auch ist dieser Bau weniger tief als das Haupthaus. An der östlichen Seitenansicht findet sich ein Putzrelief mit der Inschrift VVG Volksweingut Lößnitz, was auf die Funktion als Hauptsitz des Volksweinguts zur DDR-Zeiten hinweist.
Zu dem Anwesen gehört ein großer, tonnengewölbter Weinkeller.

### Riemerschmid-Anbau

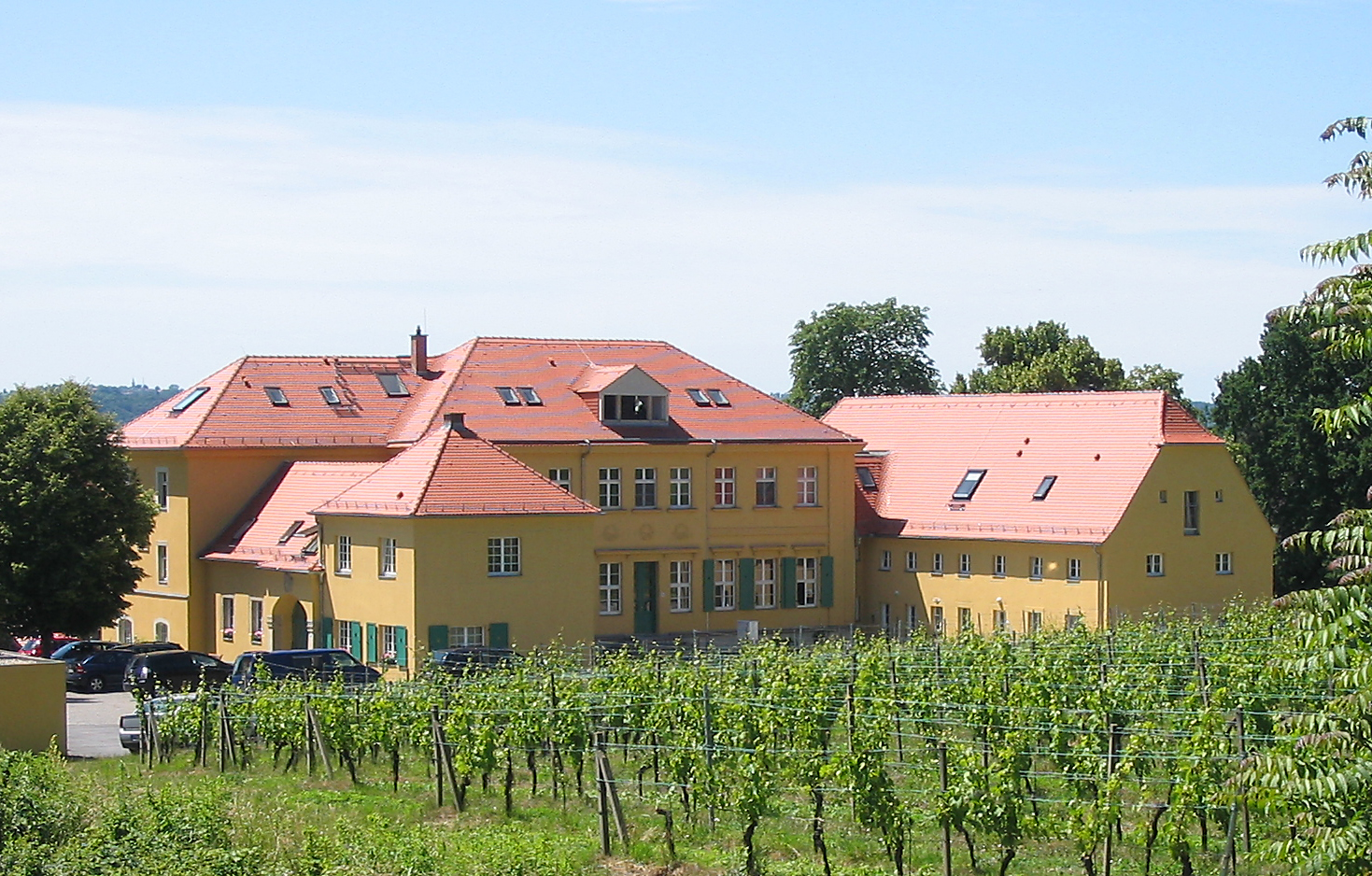
Gebäudegruppe des Paulsbergs, Innenhofansicht von Norden, links der Riemerschmid-Anbau, rechts das Wirtschaftsgebäude

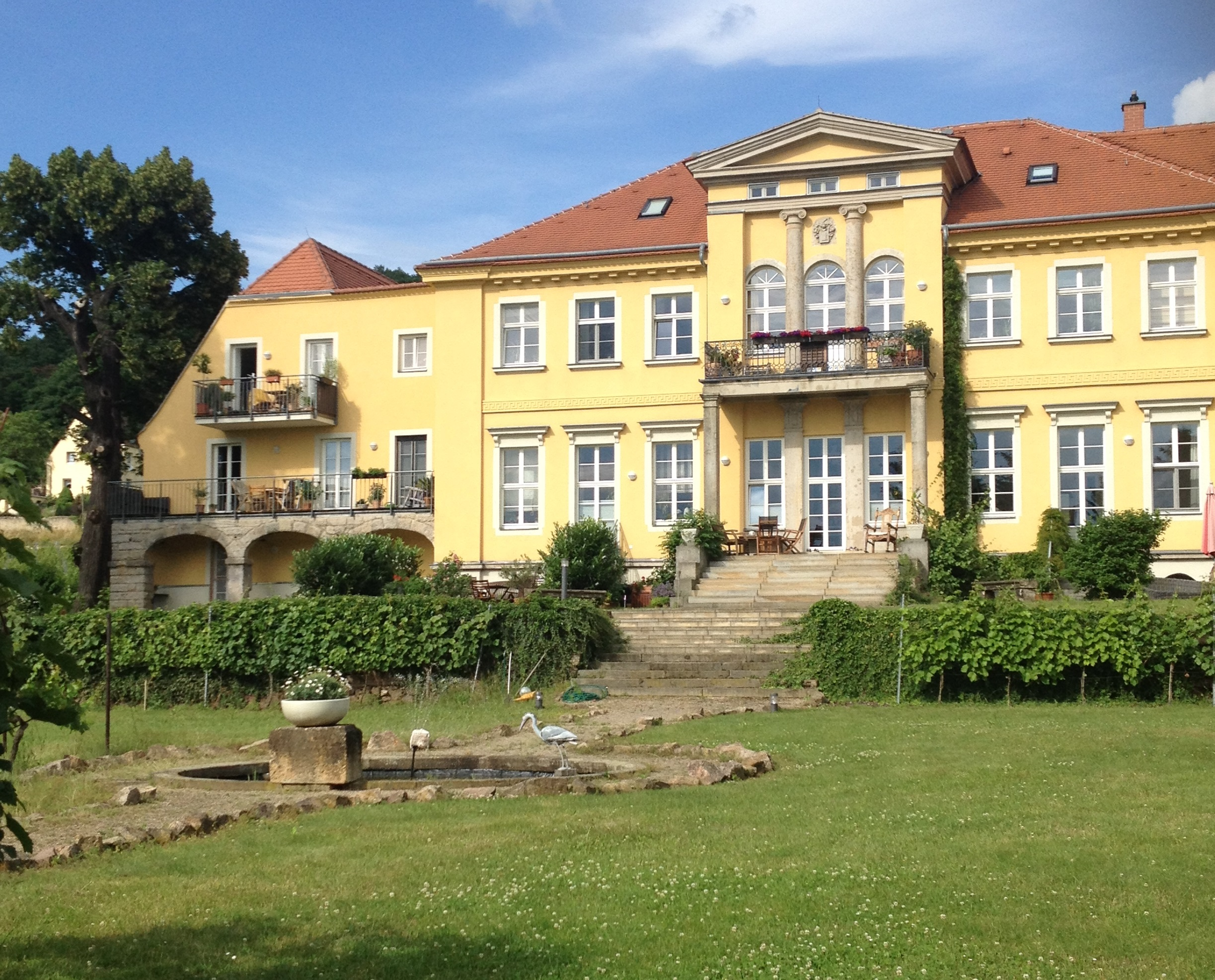
Rundbecken mit Plastikreiher als Rest einer Fontänenanlage

Gleich hinter dieser Haupthausverlängerung schließt sich auf der Rückseite im rechten Winkel ein eingeschossiger Zwischenbau an (Paulsbergweg 21). Dieser ist mit einem Satteldach gedeckt, dessen First bis fast an die Traufe des links benachbarten Baukörpers reicht. In diesem Zwischenbau nimmt die rechte Seite ein großes korbbogiges Tor ein, links davon sind zwei Fenster. Das Tor wird seitlich von Pfeilern mit ionischen Kapitellen eingefasst, obenauf sitzt ein Schlussstein mit einem Sonnenwappen.
Rechts des Zwischenbaus steht ein etwa quadratischer Bau mit zwei Geschossen und Zeltdach. Dieses 1913 errichtete Gebäude ist höher als der Zwischenbau, jedoch niedriger als der links liegende Anbau des Herrenhauses. Das Haus ist ungegliedert, die Erdgeschossfenster werden von Fensterläden eingefasst.

### Wirtschaftsgebäude
Das sich nordwestlich befindliche ehemalige Wirtschaftsgebäude hat die Adressen Paulsbergweg 21c–e. Es ist ebenfalls mit dem Herrenhaus verbunden, gegenüber diesem jedoch etwa zurückgesetzt. Die zweigeschossige Fassade reicht lediglich bis zur Oberkante des Erdgeschosses des Hauptbaus, obenauf sitzt jedoch ein sehr hohes, steiles Krüppelwalmdach.
Vor der mit Dachgeschoss dreigeschossigen Giebelfront zum Tal hin steht im Anschluss an das Herrenhaus eine Korbbogenarkade aus unverputztem Sandstein in Form eines Altans.

### Gartenanlage und Einfriedung
Von der ehemaligen Gartenanlage sind heute nur noch Reste erhalten. So gibt es noch ein Rundbecken, das ehemals zu einer Fontainenanlage gehörte. Und auf der Hofseite ist ein viereckiges Brunnenfundament erhalten.
Die Einfriedung des Grundstücks erfolgt durch eine Mauer mit Abdeckplatte. Die mächtigen Torpfeiler werden durch Abdeckplatten und Kugeln bekrönt.

## Geschichte
Einen Teil der Weinberge trat Kurfürst Johann Georg I. 1645 an Georg Götze „käuflich und erblich“ ab. Nachkommen Götzes vergrößerten den Besitz: Zwischen 1679 und 1750 wurden auf Zitzschewiger Flur durch den Hofrat Dr. Christoph Ritter beziehungsweise seine Erben acht selbstständige Bergteile zu dem ausgedehnten Weinbergsbesitz am Eingang des Rietschkegrunds zusammengefügt. Einer davon, der Sydenberg beziehungsweise Seydenberg, wurde bereits 1436 als Weinberg benannt.
Das schriftsässige Weingut mit Wohn-, Winzer-, Wirtschafts-, Garten- und Stallgebäude sowie Weinpresse wurde erstmals in einem Kaufvertrag von 1712 beschrieben. 1784 erwarb der Dresdner Weinhändler Klöpffer das Gut, dessen Tochter es 1794 in die Ehe mit dem kurfürstlichen Landweinmeister Johann Martin Fleischmann einbrachte. Dieser wurde durch das Erbe von seiner Frau alleiniger Eigentümer. Er bewirtschaftete das Weingut bis 1828. Fleischmann, der 1801 die Gründung der Weinbau-Gesellschaft im Königreich Sachsen initiiert hatte, baute das Herrenhaus Anfang des 19. Jahrhunderts klassizistisch um und legte einen Park an. Das sich westlich anschließende Wirtschaftsgebäude blieb relativ unverändert. In jenen Jahren soll er dort häufiger durch den Kurfürsten Friedrich August III. besucht worden sein.
Im Jahr 1828 wurde der Besitz an Charlotte Brüning verkauft. Im Vertrag wurde festgehalten, dass „Blumen und Gartengewächse in Kübeln und Gärten, 4 Bienenstöcke, Früchte und die zur Kellerei gehörenden Maschinen und Gefäße sowie Wein in Fässern im Kaufpreis von 5200 Talern mit berechnet wurden.“ Den heutigen Namen erhielt das Weingut 1837 durch Charlotte Brüning in Erinnerung an ihren verstorbenen Ehemann. Bis etwa 1853 war das Anwesen im Besitz des Kaufmanns Dittmars, ab 1853 von Kurt Ewald von Germar, der weitere Umbauten vornahm (so 1871 durch die Gebrüder Ziller) und 1856 ein oben am Waldrand gelegenes neogotisches Lusthäuschen errichtete. Dieses wurde nach 1945 wieder zerstört. Ab 1897 war das Weingut im Besitz von Carl Oskar von Friesen.
Ab 1911 ließ der Regierungsrat Adolph Gleitsmann größere Umbauten vornehmen. So erhielt das Herrenhaus 1913 einen Erweiterungsbau von dem Hellerauer Jugendstil-Architekten Richard Riemerschmid. 1931 trennte Gleitsmann einen Teil des Anwesens für einen Gartenbaubetrieb ab. Seine Witwe verkaufte das Weingut 1940 an die sächsische Landesregierung, die es der Staatsgüterverwaltung unterstellte, zu der auch die Weinbau-Versuchs- und Lehranstalt in Oberlößnitz gehörte. Die in den 1920er Jahren begonnene Wiederaufrebung nach der Reblauskatastrophe wurde in den Jahren des Zweiten Weltkriegs durch französische und sowjetische Kriegsgefangene weitergeführt.

### Volksweingut Lößnitz
Das Stadtweingut Radebeul und das Staatsweingut des Landes Sachsen gingen beide am 1. Oktober 1949 in die Rechtsträgerschaft der Zentralen Vereinigung Volkseigener Güter (ZVVG) Südost über. Diese unterstand dem Ministerium für Land- und Forstwirtschaft des Landes Sachsen. Aus der Vereinigung beider Weingüter entstand das Volkseigene Gut Weinbau „Lößnitz“. Als Sitz des Volksweinguts wurde das Weingut Paulsberg bestimmt, das seit 1940 der Staatsgüterverwaltung der sächsischen Landesregierung gehörte.
Das Volksweingut bewirtschaftete 1952 an landwirtschaftlicher Nutzfläche 39,1 Hektar, von denen 23,4 Hektar Weinbergsflächen waren. Ebenfalls im Jahr 1952 wurde deren erster Sekt mittels Flaschengärung hergestellt (Marke Sachsengold).
Im Jahr 1954 wurde daraus das VEG(B) Volksweingut, das der Abteilung Volkseigene Güter des Rats des Bezirks Dresden zugehörte. Ab 1963 gehörte es dann als VEG(Z) Weinbau Radebeul zum VVB Saat- und Pflanzgut Quedlinburg.
Aufgrund der Planung des Rats der Stadt Radebeul vom April 1958, künftig Sekt auch im Großtank-Hochdruck-Gärverfahren herzustellen, erhielt das Volksgut das Anwesen von Wackerbarths Ruhe, auf dem neben den historischen Schlossanlagen von 1967 bis 1969 eine Wein- und Sektkellerei nebst einer Abfülllinie neu errichtet wurde.

### Heutiger Weinbau
Fast der gesamte Weinberg wird heute vom städtischen Weingut Hoflößnitz bewirtschaftet, ein kleiner Teil ist in der Bewirtschaftung durch die Zitzschewiger Steillagenwinzer. 2011 ließ die Betriebsgesellschaft des Weinguts Hoflößnitz das im Weinberg stehende Wohnhaus, die Kaffeemühle, abbrechen.